# Gymnobela clara
Gymnobela clara é uma espécie de gastrópode do gênero Gymnobela, pertencente a família Raphitomidae.